# Bruno Gentili (grecista)
Bruno Gentili (Valmontone, 20 novembre 1915 – Roma, 7 gennaio 2014) è stato un filologo classico, grecista e bizantinista italiano.
Fu dapprima allievo, a Roma, di Silvio Giuseppe Mercati e di Gennaro Perrotta, per poi diventare professore di Letteratura greca all'Università di Urbino, dove insegnò dal 1956 (dal 1963 fu Professore Ordinario). Fu quattro volte presidente della Consulta Universitaria del Greco.
Fondatore nel 1964 a Urbino del "Centro di studi sulla lirica greca e sulla metrica greca e latina", fu anche direttore della rivista Quaderni Urbinati di Cultura Classica (da lui fondata nel 1966) preside della Facoltà di Lettere di Urbino dal 1968 al 2001, membro del Senato Accademico e del Consiglio di Amministrazione della medesima università, socio corrispondente dell'Accademia dei Lincei dal 1984 e accademico dei Lincei dal 1989.

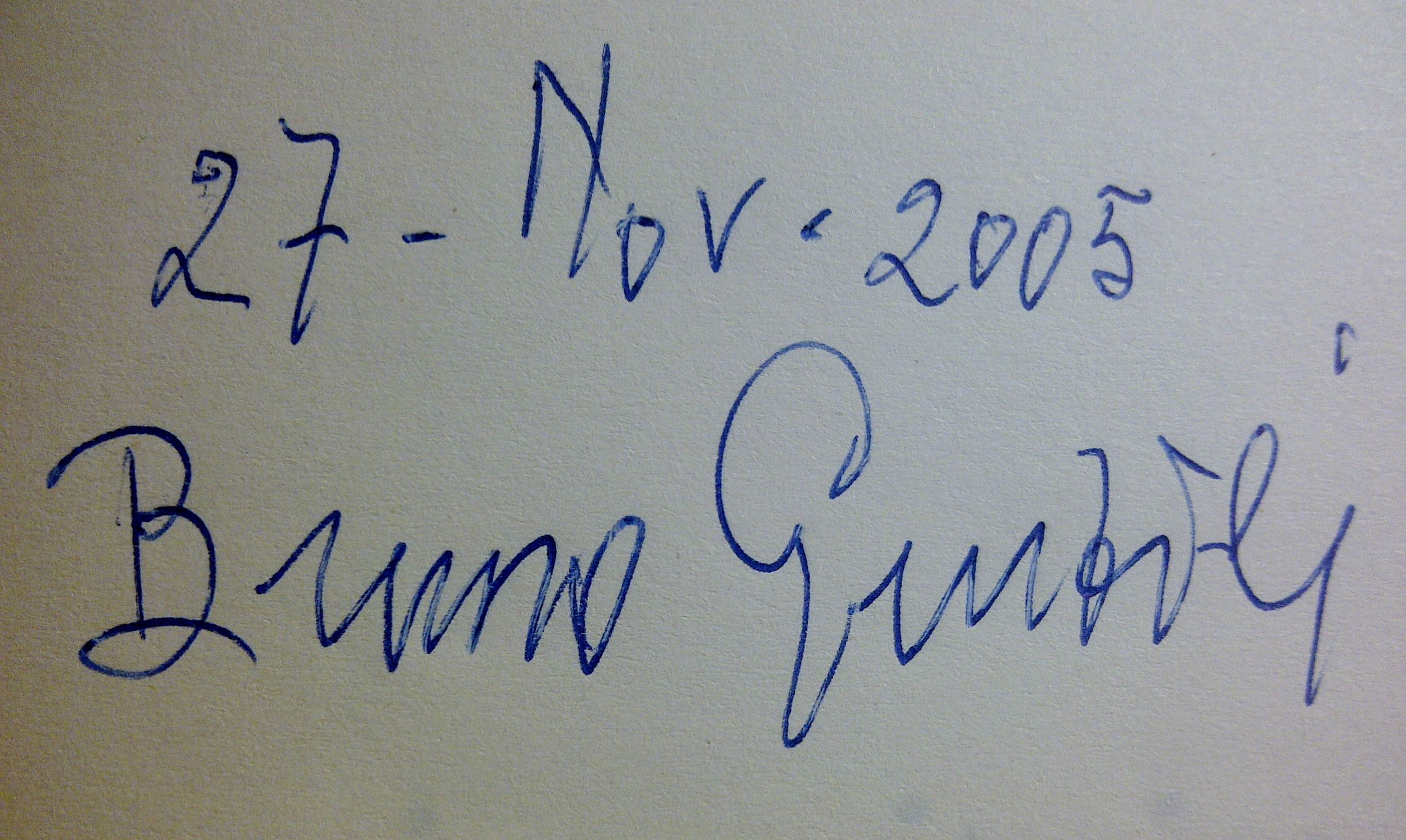
La firma autografa di Bruno Gentili

## Biografia
Filologo e grecista italiano di fama internazionale, nacque il 20 novembre 1915 a Valmontone (RM) da Attilio e Giuseppina Cicciarelli, primo di quattro figli (Alvaro, Ione e Nedelia). Sposò in prime nozze Lina Mulè, con la quale ebbe due figli (Leonardo e Livia), e in seconde nozze Franca Perusino, che gli è stata accanto fino alla fine.
Per motivi familiari - il padre era capostazione - trascorse l'adolescenza in Abruzzo e frequentò il Liceo Classico "Ovidio" di Sulmona. Negli anni '30 si trasferì a Roma per iniziare gli studi all'Università "La Sapienza", dove frequentò le lezioni di Letteratura greca di  Ettore Romagnoli, laureandosi poi con Giuseppe Silvio Mercati con una tesi in Filologia bizantina dal titolo Studio critico intorno alla storia di Agatia e alla sua tradizione manoscritta. Subito dopo la laurea e prima di essere nominato assistente all'Università di Roma, insegnò nei licei, tra i quali il Liceo Classico "Virgilio" di Roma.
Quando nel 1938 Gennaro Perrotta si avvicendò a Ettore Romagnoli nell'insegnamento di Letteratura greca nell'Università di Roma, Gentili ne fu subito conquistato e Perrotta lo volle come assistente di Letteratura greca. Dal suo maestro Gentili apprese l'arte della filologia e la passione per la metrica, alla quale, proprio in questi anni, si dedicò anima e corpo, dando vita a due pregevoli manuali: Metrica greca arcaica (1950) e La metrica dei Greci (1952), che per anni e ancora oggi, nella nuova versione completamente riscritta con la sua allieva, Liana Lomiento (Metrica e ritmica. Storia delle forme poetiche della Grecia antica - 2003), hanno formato e formano generazioni di studenti. Aveva altresì appreso da Perrotta l'amore per la lirica greca, tanto che dalla loro collaborazione nacque, un decennio più tardi, nel 1948, l'antologia dei lirici greci Polinnia (oggi - 2007- arrivata alla terza edizione e completamente rinnovata con la collaborazione di Carmine Catenacci).
In realtà, negli anni in cui Perrotta non riusciva più ad esercitare pienamente il suo lavoro per motivi di salute, Gentili resse di fatto l'insegnamento del greco influenzando significativamente gli allora giovani della filologia classica capitolina, tra cui Luigi Enrico Rossi e Giuseppe Aurelio Privitera, che ricorda come quelle "lezioni non avevano il tono pacato delle lezioni ex cathedra. Come docente, Gentili era bifronte. Si può, anzi, dire che bifronte fosse sempre; secondo i casi poteva essere flessibile o intransigente, giocoso o severo". Le sue erano esercitazioni, erano seminari: egli basava l'insegnamento sulle sue ricerche.
Gli anni '50 sono anni di studio intensi e febbrili per Gentili giovane studioso, che culmineranno, insieme ai volumi sulla metrica, in una serie di lavori sui lirici: oltre alla già ricordata antologia Polinnia, il saggio Bacchilide. Studi (1958) e l'edizione di Anacreonte (1958, vincitrice del Premio Salento 1959 per la critica), che darà il via alla fortunata e prestigiosa collana Lyricorum Graecorum quae exstant, creata da Gentili, che ha segnato una nuova via nell'edizione dei poeti arcaici.
Dopo gli anni romani, fu chiamato a ricoprire per un certo tempo un incarico di Letteratura greca nell'Università di Lecce, dove ebbe modo di frequentare l'amico e collega Carlo Prato, insieme al quale divenne coautore della teubneriana edizione dei Poetae elegiaci (I, 1988; II, 2002).
La svolta decisiva, tuttavia, fu rappresentata dalla chiamata nel 1956 nell'Università di Urbino, dove nello stesso anno venne inaugurata la Facoltà di Lettere grazie all'impegno del Rettore Carlo Bo. Da quell'anno fino al pensionamento (1991) e oltre, in qualità di Direttore del "Centro internazionale di studi sulla cultura greca antica", Gentili è rimasto indissolubilmente legato a questa università, ricoprendo cariche accademiche fino alla nomina a Professore emerito. L'ultima lezione del prof. Gentili ad Urbino è stata tenuta il 5 maggio 2004 su sollecitazione degli studenti frequentanti il corso monografico sulla Medea di Euripide.
Tra i maggiori specialisti della grecità arcaica e di metrica greca, oltre a un'esemplare edizione critica di Anacreonte (Roma 1958) e dei poeti elegiaci greci (con C. Prato, Lipsia I 1988, II 2002), pubblicò alcune tra le opere più rilevanti nel settore.
Notevole anche il suo apporto come traduttore di: oltre ad Anacreonte e alle Pitiche di Pindaro, anche la Medea di Seneca (Istituto Nazionale del Dramma Antico, Mazara del Vallo 1956) e l'Elettra di Sofocle (in Elettra. Variazioni sul mito, a cura di G. Avezzù, Venezia 2002). Per la Fondazione Lorenzo Valla curò Le Pitiche e le Olimpiche di Pindaro.
Con Poesia e pubblico nella Grecia antica. Da Omero al V secolo vinse nel 1984 il Premio Viareggio per la saggistica.

## Riconoscimenti
- 1984 - Premio Viareggio per la saggistica - Poesia e pubblico nella Grecia antica[4]
- 1996 - Premio Europeo Capo Circeo da parte dell'Associazione Italia-Germania[5]

## Onorificenze

### Istituzionali
- Medaglia d'oro al merito della Repubblica, Urbino, 1981
- Premio Nazionale per la traduzione delle Pitiche di Pindaro, Ministero per i beni culturali e ambientali, 1996

## Opere
- Lo spettacolo nel mondo antico, Roma, Bulzoni, 2006  [ed. orig. Laterza, Bari-Roma 1976], ISBN 88-7870-092-4, SBN SBL0589903. Trad. ingl. 1979.
- Metrica greca arcaica, Firenze-Messina, D'Anna, 1950, SBN PUV0621921.
- Bacchilide. Studi, Urbino, STEU, 1958, SBN SBL0494239.
- Storia e biografia nel pensiero antico, con G. Cerri, Bari-Roma, Laterza, 1983, SBN CFI0034314. Trad. ingl. Amsterdam 1988.
- B. Gentili e C. Prato (a cura di), Poetarum elegiacorum testimonia et fragmenta, I, Leipzig, BSB B. G. Teubner Verlagsgesellschaft, 1988  [1979], ISBN 3-322-00457-0.
- Pindaro, Pitiche, a cura di B. Gentili, P. Angeli Bernardini, E. Cingano e P. Giannini, 5ª ed., Roma - Milano, Fondazione Lorenzo Valla - Arnoldo Mondadori Editore, 2012  [1995], ISBN 978-88-04-39143-2.
- Medea nella letteratura e nell'arte, a cura di B. Gentili e F. Perusino, Venezia, 2000, ISBN 88-317-7508-1.
- B. Gentili e C. Prato (a cura di), Poetarum elegiacorum testimonia et fragmenta, II, Berlin - New York, Walter de Gruyter GmbH, 2008  [2002], ISBN 978-3-598-71702-4.
- Metrica e ritmica. Storia delle forme poetiche nella Grecia antica, con L. Lomiento, Milano, 2003, ISBN 88-88242-08-2.
- Poesia e pubblico nella Grecia antica. Da Omero al V secolo, Milano, Feltrinelli, 2006  [ed. orig. Laterza, Bari-Roma 1984], ISBN 88-420-2362-0, SBN RCA0430222. Trad. ingl. 1988; trad. spagn. 1996.
- Bruno Gentili, I poeti del canone lirico nella Grecia antica, a cura di B. Gentili e C. Catenacci, Milano, Feltrinelli, ISBN 978-88-07-82212-4.
- Pindaro, Olimpiche, a cura di B. Gentili, C. Catenacci, P. Giannini e L. Lomiento, Roma - Milano, Fondazione Lorenzo Valla - Arnoldo Mondadori Editore, 2013, ISBN 978-88-04-62712-8.

## Curiosità
- All'università uno dei suoi professori fu Giovanni Gentile, del quale disse in un'intervista a Lamberto Tuffi: "Ho avuto come professore Giovanni Gentile, uomo che incuteva un grande senso di rispetto, anche se il suo modo di approcciarsi con gli studenti era cordiale, spontaneo. L’anno che ho sostenuto l’esame con Gentile, il Professore teneva un corso su una sua opera, i Discorsi di Religione. Come prima domanda mi chiese se credevo nei miracoli e se fossi credente. Risposi che non ero cattolico praticante; restò impassibile, mi fissò negli occhi, guardò il mio cognome sul libretto e disse: «Noi abbiamo lo stesso cognome» gli risposi che la differenza consisteva in una vocale, il suo terminava con la “e”, il mio con la “i”. Rise e capii di essergli risultato simpatico".